# Мелис от Бари
Мелис (Мело, Мелус) от Бари е лангобардски благородник, оглавил 2 въстания срещу византийската власт в Апулия по времето на император Василий II Българоубиец.
Името му, предадено в някои летописи като Исмаел, предполага арменски произход.
Първото въстание от 1009 – 1010 г., съгласувано с нападенията на сарацините в съседна Калабрия, ликвидира за кратко византийската власт в Бари и околностите, но се проваля. Мелис е принуден да търси убежище при лангобардския княз на Капуа.
7 години по-късно прави нов опит да прогони византийците, като нахлува в Северна Апулия с войска от лангобарди и нормански наемници и нанася три поражения на италийския катепан.
Византийската власт е разклатена сериозно, но през есента на 1018 г. новият катепан, Василий Войоанис, разгромява нашествениците край река Офанто.
Мелис е принуден да бяга повторно, този път в двора на германския император. Хайнрих II подкрепя политическите му амбиции, като го провъзгласява за „дук на Апулия“.
Мелис обаче умира скоро след това, преди германците да реализират планирания поход в Южна Италия